# Independence Day: Resurgence
Independence Day: Resurgence is een Amerikaanse sciencefictionfilm uit 2016, geregisseerd door Roland Emmerich. De film is het vervolg op Independence Day uit 1996. De hoofdrollen worden vertolkt door Liam Hemsworth, Jeff Goldblum en Bill Pullman. De première vond plaats op 20 juni 2016 in het TCL Chinese Theatre in Hollywood. De film is door 20th Century Fox vrijgegeven in 2D, 3D en IMAX 3D.

## Verhaal
Twintig jaar na de invasie van buitenaardse wezens uit de eerste film is de Aarde hersteld van de nakende ondergang van de mensheid en inmiddels collectief versterkt met Earth Space Defense (ESD), een verdedigingsprogramma in het leven geroepen door de Verenigde Naties, van onder meer buitenaardse technologie die ervoor moet zorgen dat de Aarde vroegtijdig wordt gewaarschuwd tegen vijandelijke gevaren uit het heelal. De Aarde komt opnieuw in gevaar als blijkt dat de verslagen buitenaardse wezens van twintig jaar geleden nog voor hun definitieve nederlaag een noodsignaal hebben verstuurd naar andere soortgenoten elders. De nieuwe bedreiging die naar de Aarde komt, zal met een nog groter en krachtiger ruimteschip komen waardoor de bedreiging van de mensheid nog groter is geworden.

## Rolverdeling
| Acteur               | Personage                          |
| -------------------- | ---------------------------------- |
| Liam Hemsworth       | Jake Morrison                      |
| Jeff Goldblum        | David Levinson                     |
| Bill Pullman         | Thomas J. Whitemore                |
| Maika Monroe         | Patricia Whitemore                 |
| Jessie Usher         | Dylan Hiller                       |
| William Fichtner     | Generaal Joshua T. Adams           |
| Charlotte Gainsbourg | Dr. Catherine Marceaux             |
| Judd Hirsch          | Julius Levinson                    |
| Brent Spiner         | Dr. Brackish Okun                  |
| Travis Tope          | Charlie Miller                     |
| Sela Ward            | President Elizabeth Lanford        |
| Patrick St. Esprit   | Minister van Defensie Reese Tanner |
| Angelababy           | Rain Lao                           |
| Vivica A. Fox        | Dr. Jasmine Dubrow-Hiller          |
| DeObia Oparei        | Dikembe Umbutu                     |
| Nicolas Wright       | Floyd Rosenberg                    |
| Chin Han             | Commandant Jiang Lao               |
| Gbenga Akinnagbe     | Matthew Travis                     |
| Robert Loggia        | William Grey                       |
| Joey King            | Samantha Blackwell                 |
| Mckenna Grace        | Daisy Blackwell                    |
| Arturo Del Puerto    | Bordeaux                           |
| John Storey          | Dr. Milton Isaacs                  |

## Achtergrond

### Productie
De eerste ideeën over een vervolg werden in 2004 besproken door Roland Emmerich en Dean Devlin. In 2009 werd door Emmerich bevestigd om de plannen opnieuw door te zetten, met zelfs plannen over twee sequels die samen een trilogie moeten vormen. Emmerich en Devlin hoopten dat Will Smith zal terugkeren, echter werd in 2013 door Emmerich aangekondigd dat Smith niet zou terugkeren omdat hij een te hoog salaris eiste. Smith verklaarde zelf dat hij al met een andere film bezig was. De afwezigheid van het personage Steven Hiller (Smith) in de film wordt uitgelegd met het feit dat hij elf jaar na de eerste film verongelukte door het testen van een nieuw experimenteel gevechtsvliegtuig voor ESD. In de film zijn wel een aantal keren foto's van Smith uit de tijd van 1996 te zien. In juni 2013 werd officieel bevestigd dat zowel Jeff Goldblum als Bill Pullman terugkeert in het vervolg. In januari 2015 werd Liam Hemsworth gecast voor de hoofdrol. De opnames begonnen 20 april 2015 en werden afgerond op 22 augustus 2015. De opnames waren onder andere in Londen, Dubai en Singapore. Ook waren nog opnames van extra scènes gemaakt begin 2016 in Los Angeles. Aan Robert Loggia die nog voor de première overleed werd de film opgedragen.

### Muziek
Op 17 augustus 2016 werd door Film Music Reporter bekendgemaakt dat de originele filmmuziek wordt gecomponeerd door Harald Kloser en Thomas Wanker. De muziek is ook vrijgegeven op een soundtrackalbum op 17 juni 2016 als download en op 1 juli 2016 op cd door Sony Classical Records.

### Ontvangst en opbrengst
De film werd verdeeld ontvangen op sites als Rotten Tomatoes waar het 33% goede reviews ontving, gebaseerd op 117 beoordelingen en op Metacritic kreeg de film een metascore van 32/100, gebaseerd op 35 critici.
In het recensieoverzicht van de Nederlandse dagbladen ontving de film gemiddeld drie sterren. De film bracht het openingsweekend wereldwijd ruim $ 140 miljoen op, waarvan ruim $ 41 miljoen in Noord-Amerika.